# Parla Centro
Parla centro es el barrio céntrico de la localidad madrileña de Parla situado en el distrito Noreste de la ciudad.

## Urbanismo
Parla centro está ubicado en el centro del municipio por ello lleva este nombre, está situado por la zona del bulevar central y sus alrededores, una parte del Casco viejo y la zona donde se encuentra la casa de la cultura y calles colindantes. 

### Callejero
Las calles de Parla centro no siguen una referencia genérica, ya que con la evolución del municipio y su crecimiento se ubican diferentes zonas, y puede integrar algunas calles de diferentes barrios como Pryconsa o el Casco Viejo. Sin nombrar estas se clasifican actualmente en las siguientes: "la principal" Calle Real, a la altura del bulevar central zona de la iglesia vieja y alrededores de la casa de la cultura e intercesiones por la calle Pinto. 
| - Relación ganadores premios Nobel Españoles (En medicina) - C/ Severo Ochoa - C/ Ramón y Cajal - Relacionado con Santos y Vírgenes - C/ San Roque - C/ San Antón - C/ San Nicolás - C/ San Félix - C/ San Sebastián - C/ Santo Tomas de Aquino - C/ Virgen del Rocío - C/ de la Macarena - C/ San Isidro - C/ Nuestra Señora del Pilar - C/ Nuestra Señora de la Asunción |  | - Relacionado con la Paz (referencia en la religión católica) - C/ Juan XXIII - C/ Pio XII - C/ Cardenal Cisneros - C/ Tirso de Molina - C/ Señorita Isabel - C/ Padilla - C/ de la cruz - C/ Maldonado - C/ Salvador - C/ Dos Amigos - C/ Del Olvido - C/ Esperanza - C/ José de Calasanz - C/ Dos Hermanas |  | - Otros nombres - C/ Cristina Sánchez - C/ Delicias - C/ Carolina Coronado - C/ Domingo Malagón - C/ Lope de Vega |

### Parques urbanos
Cuenta con zonas ajardinadas, plazas, parques y lo que más destaca es el bulevar que atraviesa Parla de norte a sur.